# Биркен-Хонигзессен
Биркен-Хонигзессен (нем. Birken-Honigsessen) — община в Германии, в земле Рейнланд-Пфальц.
Входит в состав района Альтенкирхен-Вестервальд. Подчиняется управлению Виссен.  Население составляет 2544 человека (на 31 декабря 2010 года). Занимает площадь 18,14 км².
Коммуна подразделяется на 4 сельских округа.